# Eberswalde
Eberswalde (1970–1993 Eberswalde-Finow) – miasto w północno-wschodniej części Niemiec, w kraju związkowym Brandenburgia, siedziba powiatu Barnim. Leży nad kanałami Odra-Hawela oraz Finow, około 45 km na północny wschód od centrum Berlina i 22 km na zachód od granicy z Polską. Powstało z połączenia miast Eberswalde i Finow.

## Historia

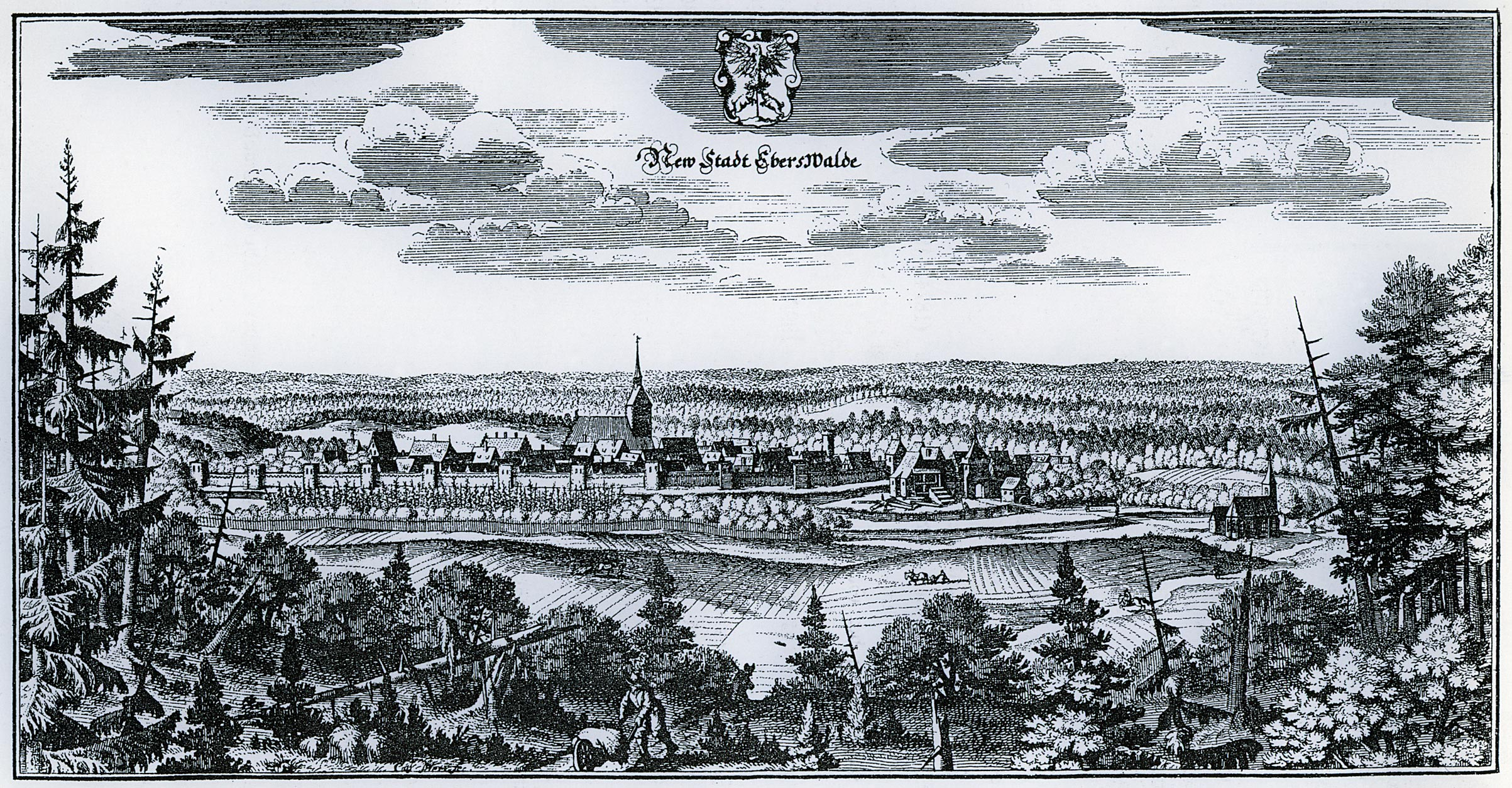
Eberswalde w XVII wieku

Miasto zostało założone w 1254 roku. W 1319 miasto zdobył książę Meklemburgii Henryk II Lew. W latach 1373–1415 wraz z Marchią Brandenburską znajdowało się pod panowaniem Korony Czeskiej. W 1499 ucierpiało z powodu pożaru. W trakcie wojny trzydziestoletniej w 1628 w mieście stacjonował czeski wódz Albrecht von Wallenstein.
Od 1701 część Królestwa Prus, a od 1871 Cesarstwa Niemieckiego. Od 1911 roku leżało w rejencji poczdamskiej w prowincji Brandenburgia. W 1913 w Eberswalde dokonano niezwykle cennego odkrycia archeologicznego wykopując „skarb z Eberswalde” – naczynia, biżuterię i inne przedmioty pochodzące z epoki brązu.
Podczas II wojny światowej, w latach 1944-1945, w Eberswalde i Finow znajdowały się dwa podobozy obozu koncentracyjnego Ravensbrück, w których więziono i wykorzystywano do pracy przymusowej ponad 1400 kobiet, głównie narodowości polskiej, rosyjskiej, włoskiej i ukraińskiej, ale także francuskiej, jugosłowiańskiej, holenderskiej, węgierskiej, duńskiej, greckiej, belgijskiej, luksemburskiej, austriackiej i niemieckiej. Kobiety były ofiarami niedożywienia, złych warunków sanitarnych, bicia i tortur. W podobozie Eberswalde wybuchła krótka epidemia czerwonki i gruźlicy, a ciała zmarłcyh więźniarek wysyłano na kremację do głównego obozu Ravensbrück.
W latach 1949–1990 część NRD, w okręgu Frankfurt. 22 marca 1970 Eberswalde połączono z miejscowością Finow, po czym nazwę miasta zmieniono na Eberswalde-Finow. 1 lipca 1993  przywrócono nazwę Eberswalde, jednakże Finow pozostał częścią miasta. Na cmentarzu w Finow znajduje się grób przymusowych robotników z Polski, Włoch i ZSRR.

## Dzielnice miasta
Miasto Eberswalde składa się z następujących dzielnic: Brandenburgisches Viertel, Eberswalde 1, Eberswalde 2, Finow, Sommerfelde, Ostend, Nordend, Westend, Südend.

## Transport
Na zachód od miasta przebiega autostrada A11 jako połączenie Berlina ze Szczecinem. Przez Eberswalde przebiega także droga krajowa B167 łącząca Neuruppin ze Frankfurtem nad Odrą.
W mieście znajduje się stacja kolejowa Eberswalde Hauptbahnhof oraz funkcjonuje jeden z trzech systemów trolejbusowych w Niemczech.

## Współpraca
Miejscowości partnerskie:
- Polska: Gorzów Wielkopolski
- Dolna Saksonia: Delmenhorst
- Dania: Herlev

## Galeria

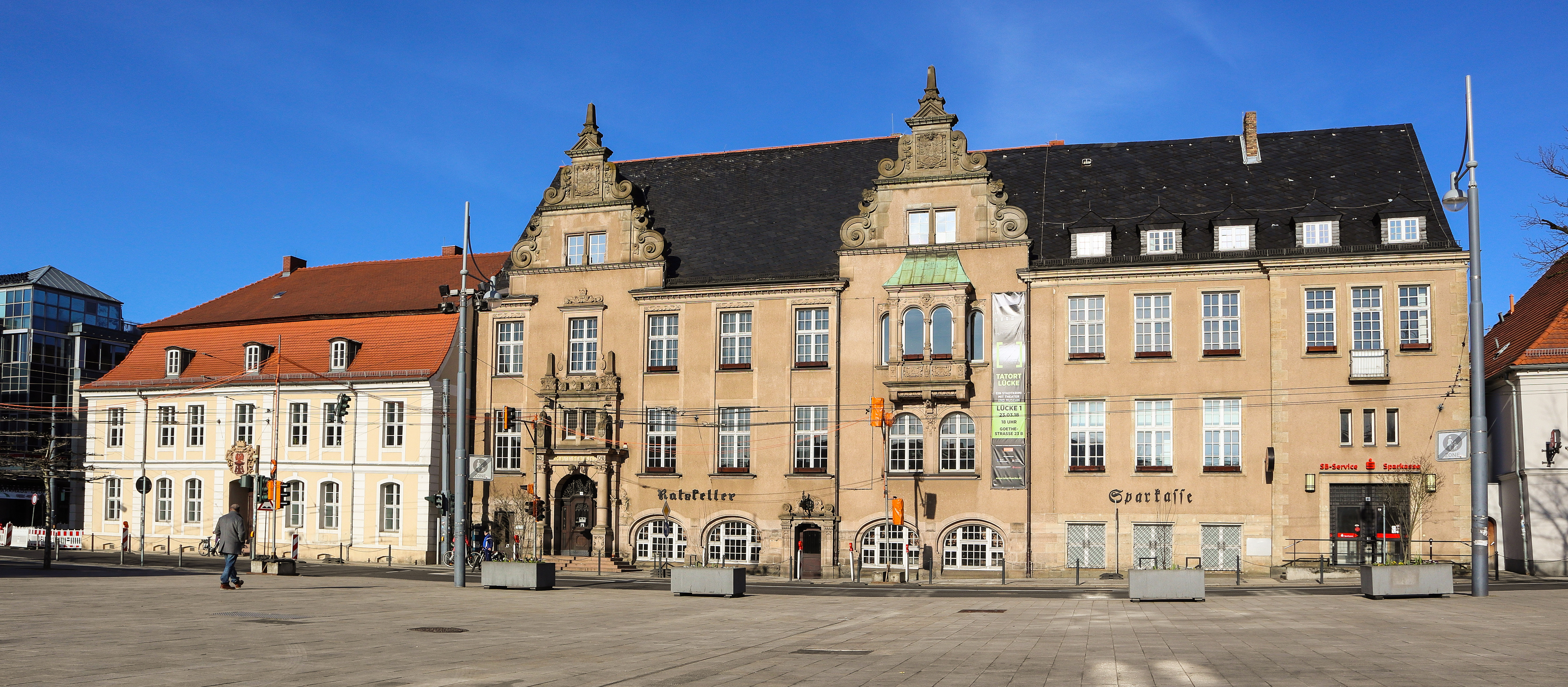
Ratusz
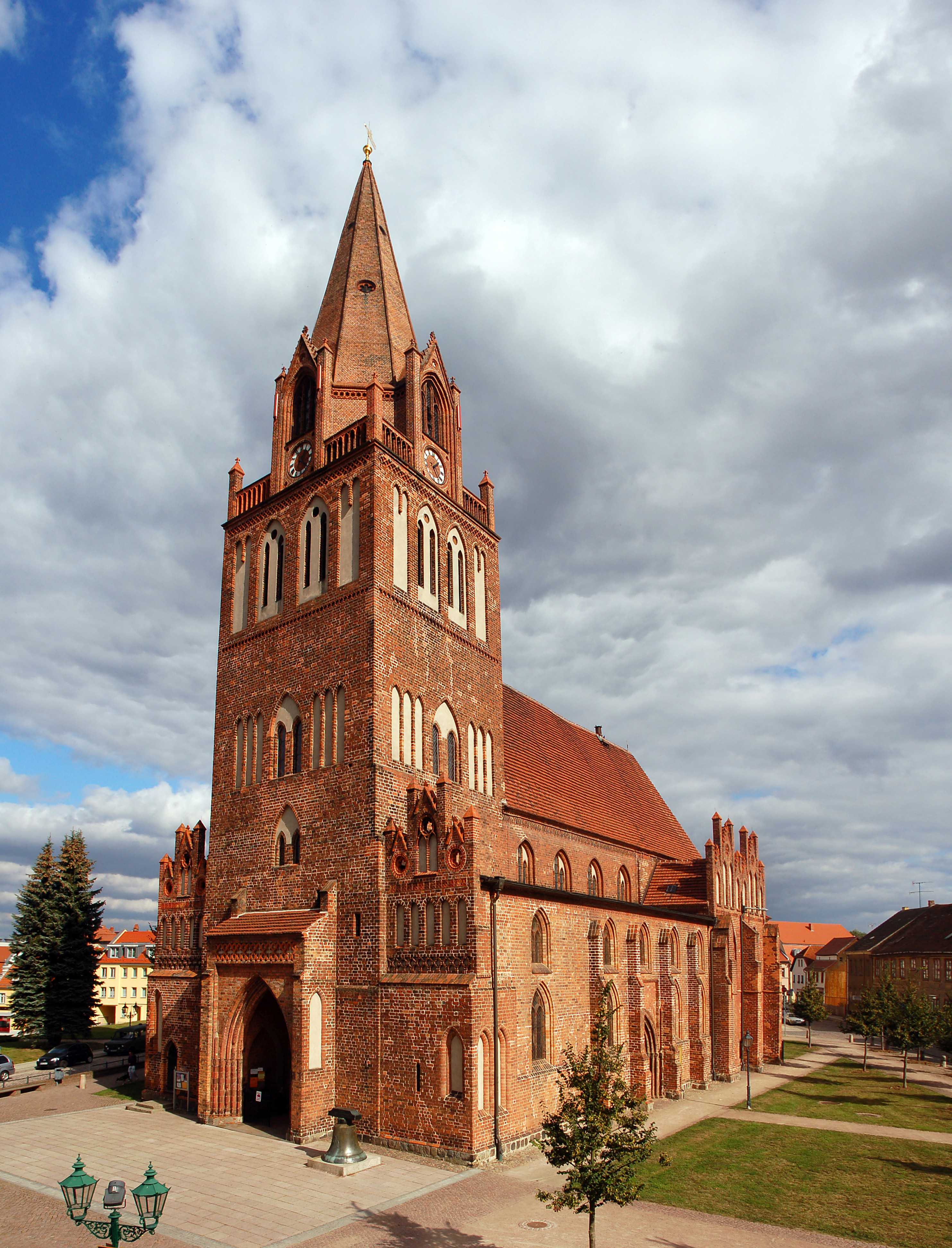
Kościół Marii Magdaleny
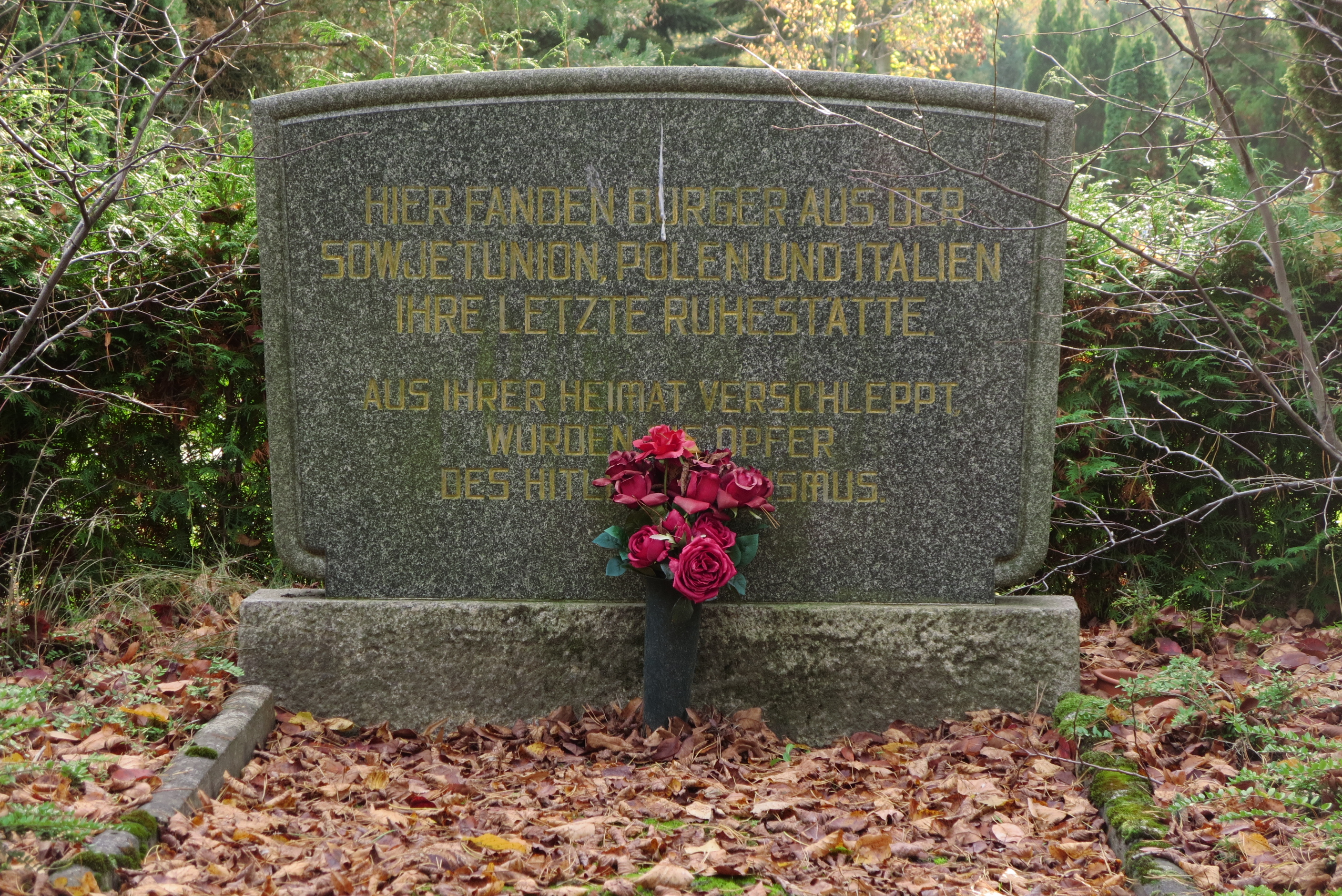
Grób robotników przymusowych z Polski, Włoch i ZSRR
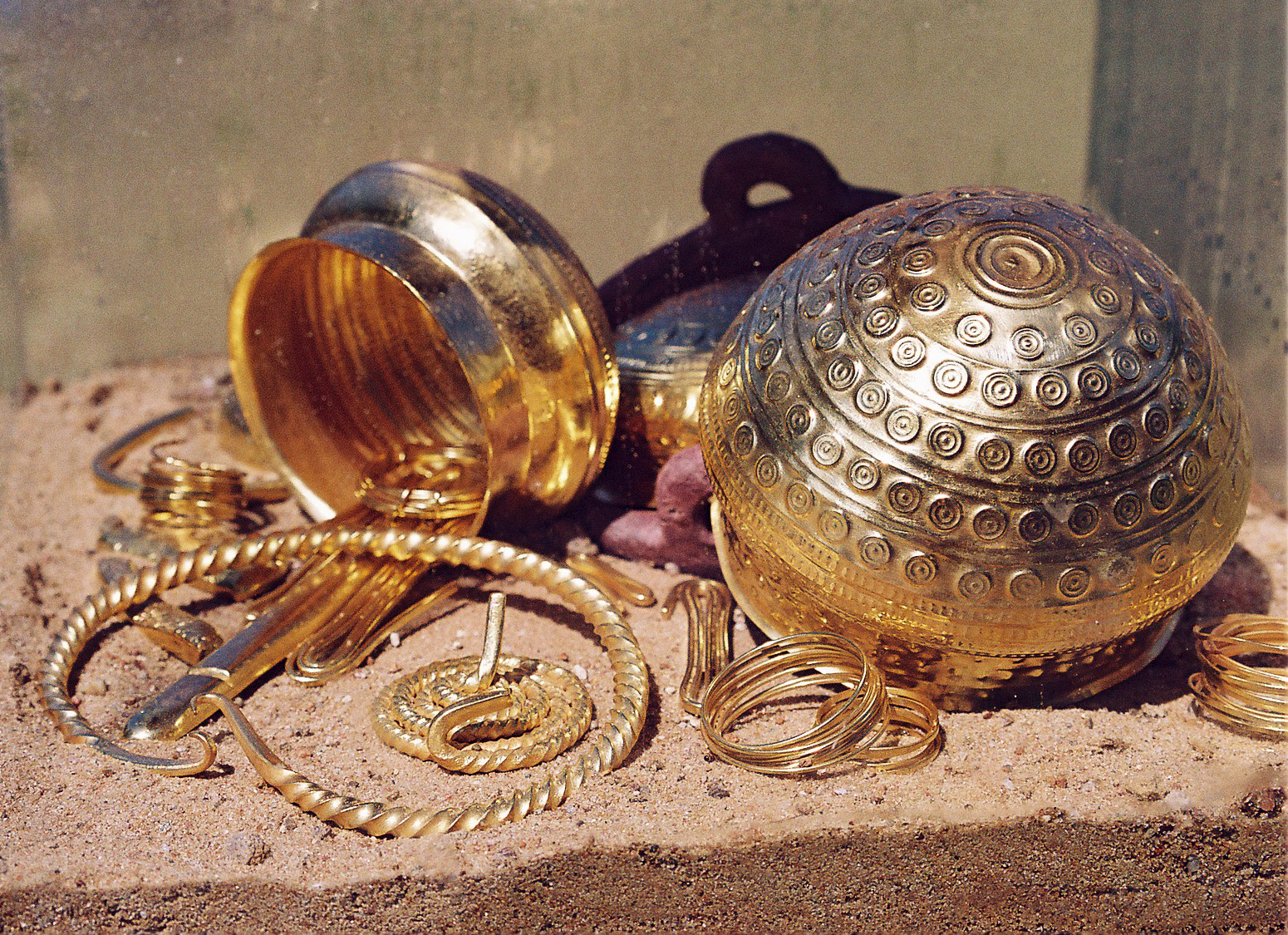
Skarb z Eberswalde